# Forge of Empires
Forge of Empires (abreviado: FoE) é um jogo de estratégia para navegador web, desenvolvido pela InnoGames e publicado em 2012.
Oito semanas após o lançamento da fase beta pública, Forge of Empires alcançou a marca de um milhão de jogadores. Actualmente InnoGames anunciou oficialmente que mais de 10 milhões de pessoas estão jogando Forge of Empires.

## O jogo
O jogo se divide em Eras, começando na Idade da Pedra, passando pela Idade do Bronze, pela Idade do Ferro, as variadas fases da Idade Média (Início, Alta e Finais), a Era Colonial, a Era Industrial, a Era Progressiva, a Era Moderna, a Era Pós-moderna, a Era Contemporânea, a Era do Amanhã, o Futuro, o Futuro Ártico, o Futuro Oceânico, o Futuro Virtual, Era Espacial Marte e Era Espacial Cinturão de Asteróides.